# 邵府镇
邵府镇，是中华人民共和国河北省廊坊市大厂回族自治县下辖的一个乡镇级行政单位。
2013年，河北省民政厅批复同意撤销邵府乡，设立邵府镇，镇人民政府驻邵府村福喜路1号。

## 行政区划
邵府镇下辖以下地区：
邵府村、大仁庄村、南贾各庄村、南太平庄村、尚各庄村、牛万屯村、双臼村和岗子屯村。